# Winter Gardens, Kalifornien
Winter Gardens är en ort (CDP) i San Diego County, i delstaten Kalifornien, USA. Enligt United States Census Bureau har orten en folkmängd på 20 631 invånare (2010) och en landarea på 11,5 km².